# Zespół Shy’a-Dragera
Zespół Shy′a-Dragera – rzadka choroba neurodegeneracyjna. Została opisana przez Miltona Shy′a i Glenna Dragera w 1960 roku. Obecnie uważa się, że jest to jedna z postaci zaniku wieloukładowego. Rozpoznanie zespołu Shy′a-Dragera wciąż jednak stawia się niekiedy w przypadkach zaniku wieloukładowego z przewagą objawów dysfunkcji autonomicznej.
Zespół Shy′a-Dragera objawia się nagłymi spadkami ciśnienia tętniczego krwi podczas zmiany pozycji ciała z leżącej do siedzącej lub stojącej.